# Probarbus jullieni
Probarbus jullieni, engl. Jullien's Golden Carp, Isok Barb, Giant River Carp, Seven-Striped Carp, Cá Chài Sóc in Vietnam, in Malaysia Carpilla Ikan Temoleh genannt, ist ein großer Karpfenfisch aus Indochina.

## Verbreitung und Lebensraum
Probarbus jullieni findet sich in Flüssen Thailands, Kambodschas, Vietnams, Laos und Malaysias. Ihr Hauptverbreitungsgebiet ist das Flussbecken des Mekong, Mae Nam Mae Klong, Mae Nam Chao Phraya, Sungai Pahang und Sungai Perak.  
Dabei tritt P. jullieni bevorzugt im Hauptstrom und langsam fließenden Gewässerabschnitten mit sandigem oder kiesigem Grund auf und kann auch das Brackwasser des Mekongdeltas tolerieren.

## Beschreibung
Die Fischart erinnert von der Morphologie stark an den kräftigen langgestreckten Körper der Barbe.
Probarbus jullieni unterscheidet sich von P. labeamajor dadurch, dass sie nur fünf anstatt sechs Lateralstreifen ausbilden, auch sind die Lippen weniger ausgeprägt. 
Die Spezies besitzt folgende Flossenformel: Dorsale 13/13, Anale 8.
Adulte Exemplare bilden mehr Rottöne aus und haben eine Gelbfärbung auf der Kopfpartie.  Im Sri Nakharin Reservoir bei Kanchanaburi im Süden Thailands wurde ein 25 Kilogramm schweres Exemplar mit der Angel gefangen.  Das Höchstgewicht wird von Fischern mit 70 Kilogramm  und einer Länge von 150  Zentimetern angegeben.
Im Semantan River in Malaysia fingen Angler einen 52 Kilogramm schweren Fisch, das Endgewicht der Fischart im Mekong wird auf 100 Kilogramm geschätzt.

## Lebensweise
Das Vorkommen von Probarbus jullieni ist stark an das Vorkommen von Wassermollusken gekoppelt, welche seine Hauptnahrungsquelle bilden. Außerdem ernähren sie sich von Insekten und Wasserpflanzen. Im Mekong unternimmt er zur Laichzeit weite Wanderungen. Er laicht in den Wintermonaten vom späten Dezember bis in den frühen Februar ab, sucht dabei große Flussniederungen mit Sand- oder Kiesuntergrund und eine Wasserströmungsgeschwindigkeit von mindestens 1,3 Metern/Sekunde auf. Jungfische unternehmen zu Beginn der Regenzeit Wanderungszüge auf der Suche nach Beute. Die Wanderungszüge sind regional unterschiedlich. Von Oktober bis Februar ziehen die Fische von Kampong Cham in Kambodscha bis Chiang Khong in Thailand. Im laotischen Nebenfluss Nam Ta wurde von Fischern beobachtet, dass die Tiere dort in großer Zahl in den Monaten März bis April ablaichen. Die Fischeier sind gelb und haben einen Durchmesser von ca. 2 Millimeter. Nach 32 Stunden bei Wassertemperaturen um 23 °C schlüpfen die Jungfische.

## Nutzung
Probarbus jullieni ist ein Speisefisch, der teilweise auch roh verzehrt wird. Auch die Fischeier werden gegessen.
Der Fisch liefert exzellentes Fleisch, welches durch seine Seltenheit mittlerweile relativ teuer geworden ist.
Durch unkontrollierte Überfischung ist der Bestand der Tiere bereits stark bedroht. In Laos ist die Fischerei auf P. jullieni bereits verboten. Der Export dieser Fische aus Indochina ist untersagt.
Probarbus jullieni gehört zu den bedrohten Fischarten.
In Thailand hat man begonnen, Probarbus jullieni in Teichwirtschaften zu halten. Berufsfischer fangen ihn im Mekong hauptsächlich in den Monaten November bis Januar zur Zeit seiner Wanderzüge.  Lokal gehört er zu den wirtschaftlich bedeutendsten Süßwasserfischarten Indochinas.  
Der Fisch ist bei Anglern sehr beliebt und wird in Thailand hauptsächlich im Kanchanaburi und Sangkhlaburi gefangen.
Auch zahlreiche thailändische kommerzielle Angelseen wie der Bung Sam Lan Fishing Park bei Bangkok bieten Fischwaid auf besonders große Exemplare dieser Fischart an.
Jungfische können bis zu einer bestimmten Größe auch als Zierfische im Aquarium gehalten werden.